# East and West Newbiggin
East and West Newbiggin – civil parish w Anglii, w hrabstwie Durham, w dystrykcie (unitary authority) Darlington. W 2001 civil parish liczyła 26 mieszkańców.